# Патока (Індіана)
Патока (англ. Patoka) — місто (англ. town) в США, в окрузі Ґібсон штату Індіана. Населення — 706 осіб (2020).

## Географія
Патока розташована за координатами 38°24′6″ пн. ш. 87°35′14″ зх. д. / 38.40167° пн. ш. 87.58722° зх. д. (38.401578, -87.587310).  За даними Бюро перепису населення США в 2010 році місто мало площу 2,95 км², з яких 2,90 км² — суходіл та 0,05 км² — водойми.

## Демографія
Згідно з переписом 2010 року, у місті мешкало 735 осіб у 295 домогосподарствах у складі 215 родин. Густота населення становила 249 осіб/км².  Було 344 помешкання (116/км²).
Расовий склад населення:
| - 95,8 % — білих - 1,1 % — чорних або афроамериканців - 0,4 % — корінних американців - 0,3 % — азіатів |

До двох чи більше рас належало 2,0 %. Частка іспаномовних становила 1,0 % від усіх жителів.
За віковим діапазоном населення розподілялося таким чином: 24,6 % — особи молодші 18 років, 58,7 % — особи у віці 18—64 років, 16,7 % — особи у віці 65 років та старші. Медіана віку мешканця становила 41,4 року. На 100 осіб жіночої статі у місті припадало 114,9 чоловіків;  на 100 жінок у віці від 18 років та старших — 105,9 чоловіків також старших 18 років.
Середній дохід на одне домашнє господарство  становив 54 749 доларів США (медіана — 39 714), а середній дохід на одну сім'ю — 60 762 долари (медіана — 44 750). За межею бідності перебувало 16,0 % осіб, у тому числі 17,4 % дітей у віці до 18 років та 12,2 % осіб у віці 65 років та старших.
Цивільне працевлаштоване населення становило 524 особи. Основні галузі зайнятості: виробництво — 18,5 %, освіта, охорона здоров'я та соціальна допомога — 17,4 %, мистецтво, розваги та відпочинок — 13,9 %, роздрібна торгівля — 13,5 %.